# Josip Obradović
Josip Obradović (Zagreb, 19. ožujka 1934.), hrvatski psiholog i sociolog.

## Životopis
Rođen je u Zagrebu 1934. Diplomirao je psihologiju 1962., a doktorirao iz područja psihologije na Filozofskom fakultetu u Zagrebu  (1965.), gdje je osd 1963. do umirovljenja 2002. radio na Odsjeku za sociologiju;kao redoviti profesor predavao je sociologiju organizacije, socijalnu psihologiju i sociologiju rada, psihologiju i socijologiju braka i obitelji. Predavao je na više sveučilišta u SAD-u, Velikoj Britaniji i Kanadi, te na šezdesetak manjih sveučilišta diljem EuropaEurope i Sjeverne Amerike. Objavio samostalno ili u koautorstvu 11 knjiga te više od 100 znanstvenih i stručnih radova.Poznata međunarodna kuća EMERALD nagradila ga je zajedno s prof.emerita Mirom Čudinom Obradović za poglavlje napisano pod nazivom Economic Hardship and Marital Quality in Croatia u zborniku Economic stress and the family.

## Značajniji znanstveni radovi
- Psihologija i sociologija organizacije' (1982.)
- Rad i tehnologija (1989.)